# Nervio cavernoso
Los nervios cavernosos son dos nervios que proporcionan inervación parasimpática y simpática al pene y son responsables del proceso de erección en el varón. Se forman a partir del plexo pélvico, atraviesan el periné a ambos lados de la próstata y terminan en los cuerpos cavernosos del pene.

## Plexo pélvico
El plexo pélvico está situado junto al recto y se forma por ramas del sistema nervioso simpático y parasimpático:
- La parte simpática procede del nervio hipogástrico, la cadena simpática sacra y fibras nerviosas del plexo mesentérico inferior.
- La porción parasimpática procede de los nervios esplácnicos pélvicos que surgen de las raíces sacras S2 S3 Y S4.

## Fisiología
La estimulación de los nervios cavernosos provoca la erección del pene por su acción vasodilatara sobre las arterias que aportan flujo sanguíneo al tejido eréctil de los cuerpos cavernosos.  La cirugía del recto, vejiga urinaria o próstata puede dañar los nervios cavernosos y provocar dificultad para alcanzar la erección en el varón (disfunción eréctil).